# 虹梅路駅
座標: 北緯31度9分43.4秒 東経121度23分30.8秒 / 北緯31.162056度 東経121.391889度
虹梅路駅（こうばいろえき）は、中華人民共和国上海市徐匯区漕宝路虹梅路に位置する上海地下鉄12号線の駅。

## 駅構造
- 島式ホーム1面2線の地下駅。ホームドア設置。

## 歴史
- 2015年12月19日 - 12号線開業。

## 隣の駅
上海地下鉄
■12号線
東蘭路駅 - 虹梅路駅 - 虹漕路駅